# Fenestrulina exigua
Fenestrulina exigua är en mossdjursart som först beskrevs av Campbell Easter Waters 1904.  Fenestrulina exigua ingår i släktet Fenestrulina och familjen Microporellidae. Inga underarter finns listade i Catalogue of Life.